# Playa Haeundae
Playa Haeundae (Hangul: Han 해운대해수욕장; Hanja: 海 雲臺; Romanización revisada del coreano: Hae'undae haesuyokjang ) es una playa situada en Busan, Corea del Sur, a menudo se considera una de las playas más famosas y bellas de Corea. La playa de Haeundae, que tiene 1,5 km de largo, se encuentra en la parte oriental de Busan, en el distrito de Haeundae. Se puede acceder desde la estación de Haeundae en la línea 2, y se tarda aproximadamente 40 minutos en llegar a la playa en metro desde la estación de Busan en la zona histórica de la ciudad, y a menos de una hora del aeropuerto internacional de Gimhae.

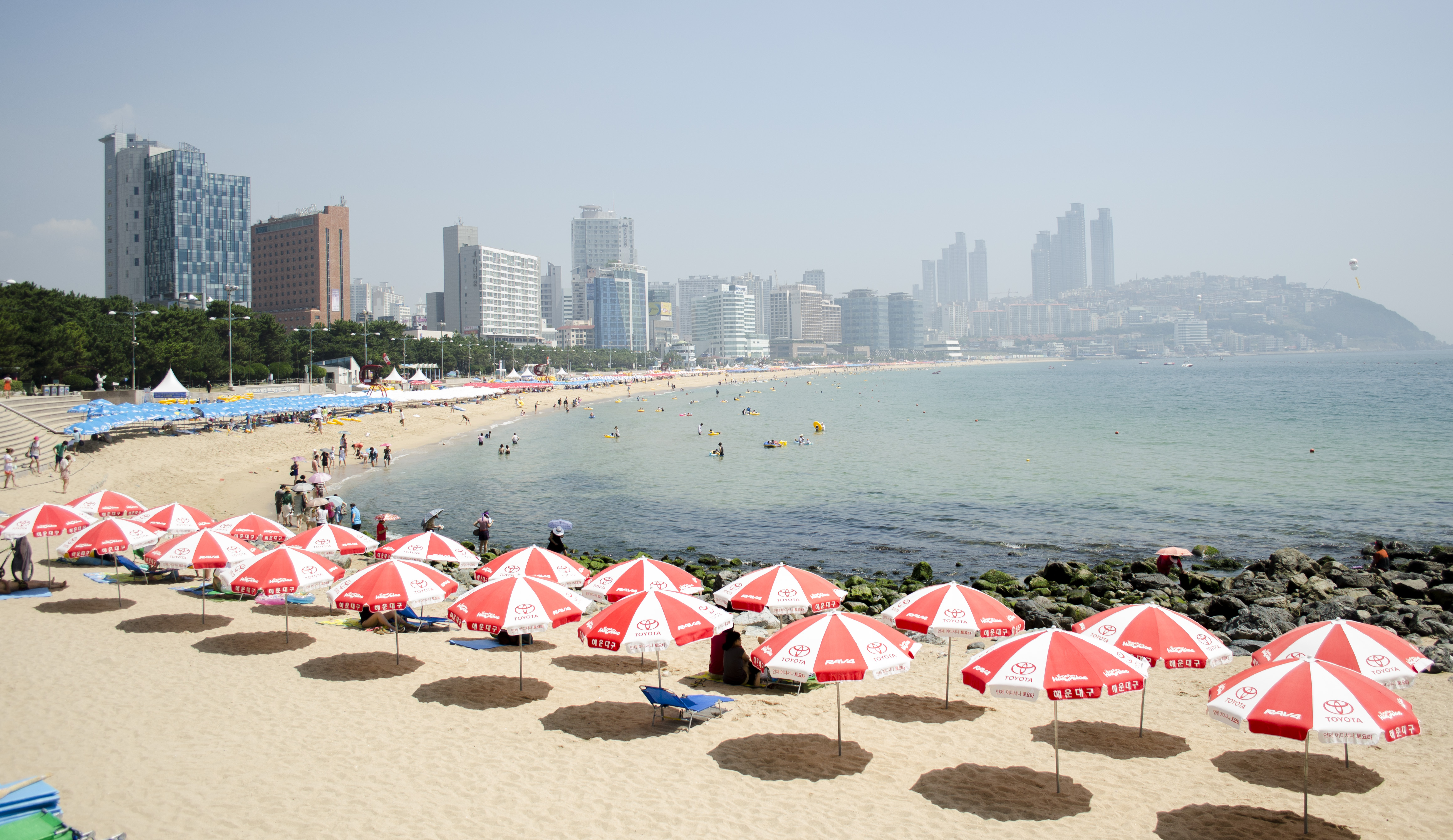
Playa Haeundae.

La playa de Haeundae a menudo se considera, junto con la playa de Gwangalli, la playa de Gyeongpo (Gangneung) y la playa de Hyeopjae (ciudad de Jeju), una de las mejores de Corea del Sur. Lo anterior, debido a su longitud, belleza y debido a su fácil acceso desde el centro de Busan, la playa alberga numerosos festivales. Haeundae también está estrechamente asociado con el cine, ya que alberga en parte el Festival Internacional de Cine de Busan, y fue destacada en la película sobre desastres de 2009 Tidal Wave.
La playa es popular entre los turistas coreanos, aunque recientemente ha visto un aflujo de turistas extranjeros, procedentes de China, Japón y países occidentales. La playa y sus alrededores están especialmente llenos durante los meses de verano de julio y agosto. Entre los lugares de interés de Haeundae se encuentran Dongbaekseom, en el extremo oeste de la playa, que es un área de pesca popular. Oryukdo, un grupo de pequeños islotes al este de la playa, también se considera un símbolo de Busan. En el vecindario que rodea Haeundae vive la mayoría de la población expatriada de Busan.

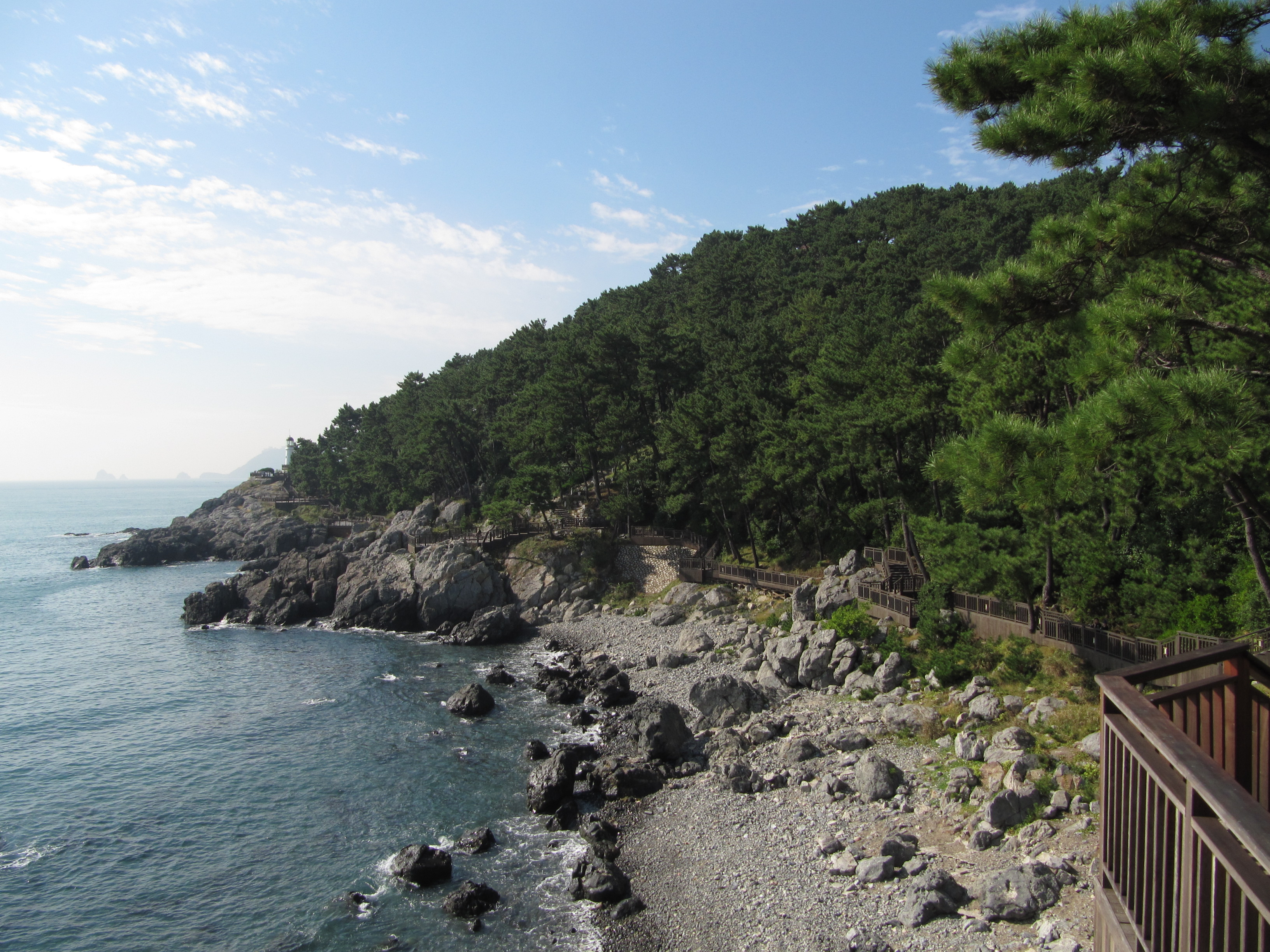
Dongbaekseom.

Hay muchos eventos culturales relacionados con la playa en Haeundae. Junto con Geumjeongsan y Dalmajigogae, Haeundae es uno de los lugares más populares en Busan para ver el amanecer de Año Nuevo, una tradición popular en Corea. Además, el " Polar Bear Club ", un popular evento de playa durante el cual los participantes se bañan en agua a casi 0 °C, se celebra anualmente desde 1988 en enero frente al Chosun Beach Hotel.